# Albuca prasina
Albuca prasina là một loài thực vật có hoa trong họ Măng tây. Loài này được (Ker Gawl.) J.C.Manning & Goldblatt mô tả khoa học đầu tiên năm 2009.